# 牟呂吉田村
牟呂吉田村（むろよしだむら）は、かつて愛知県渥美郡に存在した村である。現在の豊橋市西部、豊川南岸と柳生川沿いの地域であり、西は三河湾に面する。
村名は、「牟呂村」「吉田方村」の名の一部を使用した合成地名である。
江戸時代から明治時代には豊川河口や三河湾を埋め立てた新田開発が行われていた。これらの新田の一部は豊橋港の一部（神野地区）となっている。

## 沿革
- 1665年（寛文5年） - 高洲新田、土倉新田が開発される。
- 1667年（寛文9年） - 松島新田が開発される。
- 1696年（元禄9年） - 加藤新田が開発される。
- 1770年（明和7年） - 青竹新田が開発される。
- 1821年（文政4年） - 富久縞新田が開発される。
- 江戸時代末期、この地域は吉田藩領、寺社領などであった。
- 1874年（明治7年） - 茅野新田、土倉新田、下野新田が合併し、茅野新田となる。
- 1878年（明治11年） -
  - 野田村、吉川村、三相村、馬見塚村、高須新田が合併し、豊田村となる。
  - 青竹新田、富久縞新田、牧新田、加藤新田、中村新田、茅野新田が合併し、青野村となる。
  - 向草間村、草間村、上牟呂村、中牟呂村、下牟呂村、松井新田、上原新田、富田新田、松島新田が合併し、磯部村となる。
- 1884年（明治17年） -
  - 豊田村が東豊田村[1]と西豊田村[2]に分立する。
  - 磯部村の一部（上牟呂、中牟呂、下牟呂、富田新田、松島新田）が、牟呂村[3]として分立する。
- 1889年（明治22年）10月1日 - 青野村、東豊田村、西豊田村が合併し、吉田方村となる。
- 1890年（明治23年） - 毛利新田が開発される。しかし数年で災害により堤防が破壊されてしまい、廃棄される。
- 1896年（明治29年） - 旧・毛利新田が再開発され、神野新田となる。
- 1906年（明治39年）7月1日 - 牟呂村と吉田方村が合併し、牟呂吉田村となる。
- 1932年（昭和7年）9月1日 - 豊橋市に編入される。

## 教育
- 牟呂尋常高等小学校（現・豊橋市立牟呂小学校）
- 吉田方尋常高等小学校（現・豊橋市立吉田方小学校）